# Endrunde der Deutschen Mannschaftsmeisterschaft im Schach 1956
Die Endrunde der Deutschen Mannschaftsmeisterschaft im Schach 1956 fand am 17. und 18. November im Neuen Kurhaus in Aachen statt.
Es war eine Veranstaltung im Rahmen des hundertjährigen Bestehens des Aachener Schachvereins von 1856.
Der Hamburger Schachklub von 1830, der Münchener Schachklub, die Berliner Schachgesellschaft Eckbauer und der Schachverein Ludwigshafen traten im Finale der Westdeutschen Mannschaftsmeisterschaft an, das im K.-o.-System ausgetragen wurde. Willi Fohl aus Hamburg war Turnierleiter.

## Erste Runde
|   | Ludwigshafen      | Hamburg          | 3,5:4,5 |
| - | ----------------- | ---------------- | ------- |
| 1 | Georg Heinrich    | Herbert Heinicke | 0:1     |
| 2 | Werner Lauterbach | Gerhard Pfeiffer | 0:1     |
| 3 | Hans Kelchner     | Carl Ahues       | 0,5:0,5 |
| 4 | Hermann Weißauer  | Hans Rodatz      | 1:0     |
| 5 | Herd              | Wolfgang Schmidt | 0:1     |
| 6 | Gerhard Zabeschek | Georg Kordsachia | 1:0     |
| 7 | Rudi Böckenhaupt  | Victor Secula    | 1:0     |
| 8 | Hermann Krieger   | Hugo Schneider   | 0:1     |

|   | München            | Berlin             | 5,0:3,0 |
| - | ------------------ | ------------------ | ------- |
| 1 | Günter Maier       | Heinz Lehmann      | 1:0     |
| 2 | Ralf Scheipl       | Wolfram Bialas     | 0,5:0,5 |
| 3 | Karlheinz Hoecht   | Paul Mross         | 0:1     |
| 4 | Josef Steger       | Walter Mandel      | 1:0     |
| 5 | Otto Thiermann     | Alfred Kinzel      | 0:1     |
| 6 | Heinz de Carbonnel | Gottfried Grohmann | 0,5:0,5 |
| 7 | Paul Kieninger     | Hartmut Kauder     | 1:0     |
| 8 | Paul Gerner        | Edmund Budrich     | 1:0     |

## Zweite Runde
Hamburg gewann nach einem knappen Sieg gegen Ludwigshafen und einem Unentschieden gegen München nach Berliner Wertung den Titel. Der eigentliche Held war Altmeister Ahues, der den Münchener Scheipl bezwang.
|   | München            | Hamburg            | 4,0:4,0 |
| - | ------------------ | ------------------ | ------- |
| 1 | Wolfgang Unzicker  | Herbert Heinicke   | 0,5:0,5 |
| 2 | Günter Maier       | Gerhard Pfeiffer   | 0,5:0,5 |
| 3 | Ralf Scheipl       | Carl Ahues         | 0:1     |
| 4 | Josef Steger       | Wolfgang Schmidt   | 1:0     |
| 5 | Otto Thiermann     | Georg Kordsachia   | 0:1     |
| 6 | Heinz de Carbonnel | Victor Secula      | 0,5:0,5 |
| 7 | Paul Kieninger     | Herrmann Schröder  | 1:0     |
| 8 | Paul Gerner        | Heinrich Langecker | 0,5:0,5 |

|   | Berlin             | Ludwigshafen      | 6,0:2,0 |
| - | ------------------ | ----------------- | ------- |
| 1 | Heinz Lehmann      | Georg Heinrich    | 1:0     |
| 2 | Wolfram Bialas     | Werner Lauterbach | 0:1     |
| 3 | Paul Mross         | Hans Kelchner     | 1:0     |
| 4 | Walter Mandel      | Hermann Weißauer  | 1:0     |
| 5 | Alfred Kinzel      | Gerhard Zabeschek | 1:0     |
| 6 | Gottfried Grohmann | Herd              | 0:1     |
| 7 | Hartmut Kauder     | Rudi Böckenhaupt  | 1:0     |
| 8 | Edmund Budrich     | Hermann Krieger   | 1:0     |

## Die Meistermannschaft
| 1.            | Hamburger Schachklub |
| Schachfiguren | Herbert Heinicke, Gerhard Pfeiffer, Carl Ahues, Hans Rodatz, Wolfgang Schmidt, Georg Kordsachia, Victor Secula, Herrmann Schröder, Hugo Schneider, Heinrich Langecker |